# 花畑 (足立区)

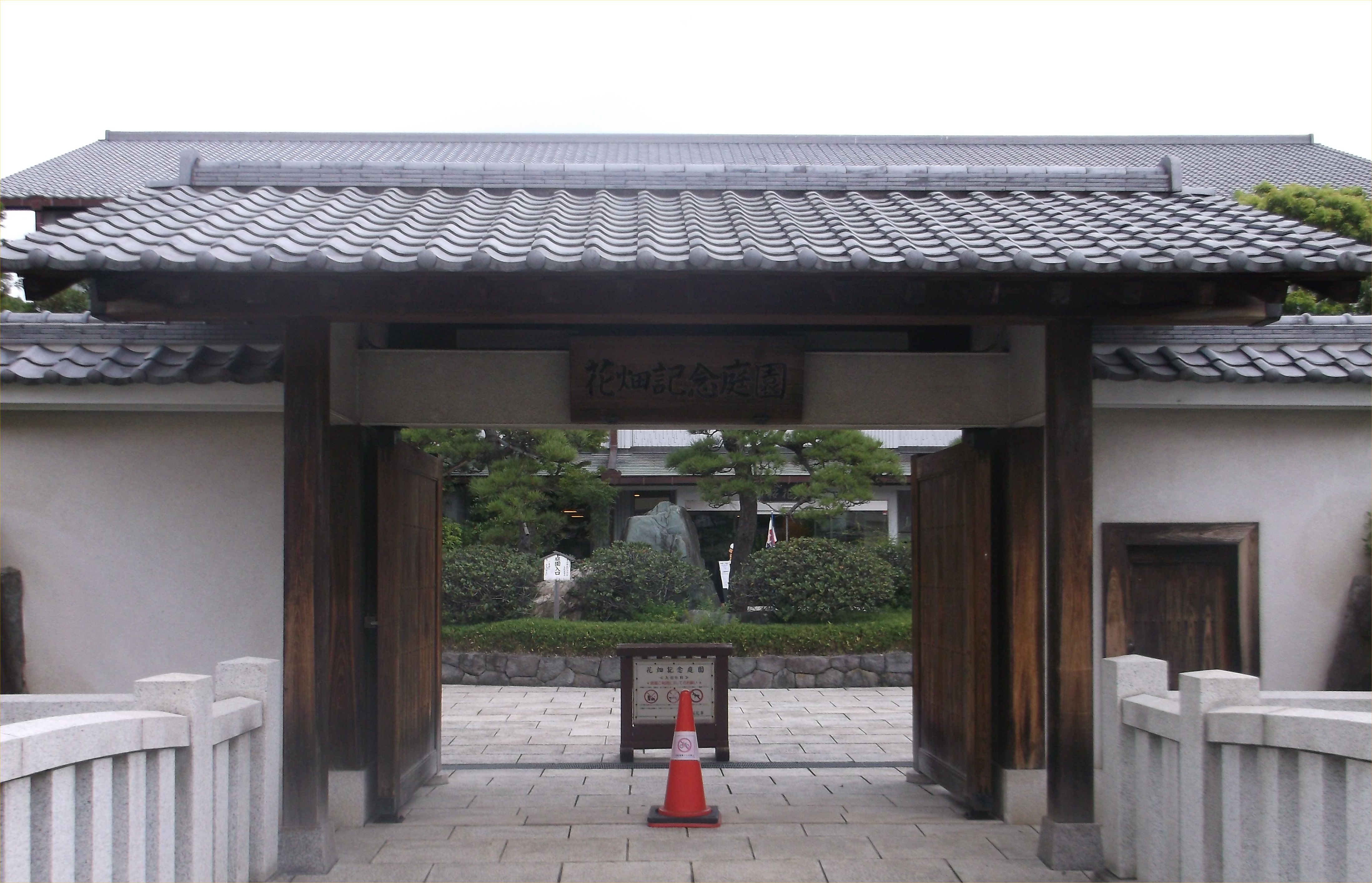
花畑記念庭園

花畑（はなはた）は、東京都足立区北東部にある地名。現行行政地名は花畑一丁目から八丁目。住居表示実施済み区域である。郵便番号は121-0061。
隣接する地域は、北はおおむね毛長川を境として埼玉県草加市瀬崎、北東の一部は埼玉県八潮市西袋、東は綾瀬川を境として埼玉県八潮市大曽根および浮塚、南は足立区南花畑、西は足立区保木間。

## 範囲
広義の「花畑」は、旧東京府南足立郡花畑村に属していた区域全体を指し、その範囲は現行行政地名の「花畑」「南花畑」に加え、神明、神明南、辰沼、六木、谷中、北加平町、加平、西加平に相当し、現・神明一丁目に花畑村役場が置かれていた。

## 地域
七丁目に浅草はじめ、各地の「お酉さま」の本社といわれる大鷲神社が鎮座する。農村から発達した住宅地域で、集合住宅も多いのどかな町である。現在、東部で土地区画整理事業が進行中で、古い家並や湾曲した古道が姿を消しつつある。
花畑団地成立以前の集落名（カッコ内は伝統的な現地読み）
- 鷲宿（わしじく。しく（宿）と略称されることがある）
- 外河原（そとがわら）
- 下沼（しぶぬま）
- 榎戸（いぬきど）
- 会組（あいぐみ）
- 中組（なかぐみ）
- 前通（めえどおり）
- 堤根（つつむね）

### 地価
住宅地の地価は、2025年（令和7年）1月1日の公示地価によれば、花畑4-34-1の地点で27万8000円/m2、花畑6-24-11の地点で24万4000円/m2となっている。

## 地名の由来
1889年（明治22年）の市制町村制施行に伴い近隣8か村が合併し、近代行政村として成立した際に名づけられた地名である。
正平7年（1352年）の古文書に「花俣（はなまた）」として登場する東京都区内屈指の古村である。その後「花又」と表記されるようになり、江戸時代は一貫して御料所（天領=将軍直轄地）であった。上記の合併に際し、うち最大だった花又の名に基づき「花畑」（村）が誕生した。これは「花又」の美称地名であると同時に、花又村のままでは合併した諸村が従属的立場となり好ましくないとの配慮から付けられたものである。
大鷲神社に伝わる縁起によると、「花又」という地名は応徳年間頃までさかのぼるというが、もとより伝説の域を出ない。後三年の役で奥州へ向かう途中の源義光がここを通りかかった時に、木の根元に光るものがあった。取り出してみると大鷲の背に釈迦仏が乗った鷲明神の尊像であった。そのとき傍らの川が源氏の白旗のように「花また綾に」光った。そこで村を「花又」、傍らの川を「綾瀬」と名づけたという。

## 世帯数と人口
2025年（令和7年）1月1日現在（足立区発表）の世帯数と人口は以下の通りである。
| 丁目       | 世帯数    | 人口     |
| ---------- | --------- | -------- |
| 花畑一丁目 | 1,006世帯 | 2,047人  |
| 花畑二丁目 | 818世帯   | 1,779人  |
| 花畑三丁目 | 1,362世帯 | 2,614人  |
| 花畑四丁目 | 1,493世帯 | 2,525人  |
| 花畑五丁目 | 2,090世帯 | 3,240人  |
| 花畑六丁目 | 1,257世帯 | 2,888人  |
| 花畑七丁目 | 555世帯   | 1,172人  |
| 花畑八丁目 | 1,096世帯 | 1,912人  |
| 計         | 9,677世帯 | 18,177人 |

### 人口の変遷
国勢調査による人口の推移。
| 年                 | 人口   |
| ------------------ | ------ |
| 1995年（平成7年）  | 21,631 |
| 2000年（平成12年） | 20,786 |
| 2005年（平成17年） | 18,495 |
| 2010年（平成22年） | 18,426 |
| 2015年（平成27年） | 18,397 |
| 2020年（令和2年）  | 18,294 |

### 世帯数の変遷
国勢調査による世帯数の推移。
| 年                 | 世帯数 |
| ------------------ | ------ |
| 1995年（平成7年）  | 7,904  |
| 2000年（平成12年） | 8,124  |
| 2005年（平成17年） | 7,662  |
| 2010年（平成22年） | 8,115  |
| 2015年（平成27年） | 8,278  |
| 2020年（令和2年）  | 8,591  |

## 学区
区立小・中学校に通う場合、学区は以下の通りとなる（2023年4月時点）。なお、足立区では学校選択制度を導入しており、区内全域から選択することが可能。ただし、小学校に関しては、2018年（平成30年）度から学区域または学区域に隣接する学校のみの選択になる。
| 丁目       | 番地          | 小学校                 | 中学校               |
| ---------- | ------------- | ---------------------- | -------------------- |
| 花畑一丁目 | 全域          | 足立区立花畑第一小学校 | 足立区立花畑中学校   |
| 花畑二丁目 | 1〜16番       | 足立区立花畑第一小学校 | 足立区立花畑中学校   |
| 花畑二丁目 | 17番以降      | 足立区立桜花小学校     | 足立区立花畑北中学校 |
| 花畑三丁目 | 33番以降      | 足立区立桜花小学校     | 足立区立花畑北中学校 |
| 花畑三丁目 | 1〜32番       | 足立区立花畑第一小学校 | 足立区立花畑中学校   |
| 花畑四丁目 | 全域          | 足立区立花畑西小学校   | 足立区立花畑中学校   |
| 花畑五丁目 | 1〜10番 12番  | 足立区立花畑西小学校   | 足立区立花畑中学校   |
| 花畑五丁目 | 11番 13番以降 | 足立区立桜花小学校     | 足立区立花畑北中学校 |
| 花畑六丁目 | 全域          | 足立区立桜花小学校     | 足立区立花畑北中学校 |
| 花畑七丁目 | 全域          | 足立区立桜花小学校     | 足立区立花畑北中学校 |
| 花畑八丁目 | 全域          | 足立区立桜花小学校     | 足立区立花畑北中学校 |

## 事業所
2021年（令和3年）現在の経済センサス調査による事業所数と従業員数は以下の通りである。
| 丁目       | 事業所数  | 従業員数 |
| ---------- | --------- | -------- |
| 花畑一丁目 | 71事業所  | 802人    |
| 花畑二丁目 | 29事業所  | 181人    |
| 花畑三丁目 | 85事業所  | 709人    |
| 花畑四丁目 | 124事業所 | 1,262人  |
| 花畑五丁目 | 46事業所  | 957人    |
| 花畑六丁目 | 48事業所  | 485人    |
| 花畑七丁目 | 35事業所  | 239人    |
| 花畑八丁目 | 19事業所  | 280人    |
| 計         | 457事業所 | 4,915人  |

### 事業者数の変遷
経済センサスによる事業所数の推移。
| 年                 | 事業者数 |
| ------------------ | -------- |
| 2016年（平成28年） | 422      |
| 2021年（令和3年）  | 457      |

### 従業員数の変遷
経済センサスによる従業員数の推移。
| 年                 | 従業員数 |
| ------------------ | -------- |
| 2016年（平成28年） | 3,541    |
| 2021年（令和3年）  | 4,915    |

## 交通
主要幹線道路および鉄道路線はない。

### 鉄道
- 東武鉄道

東武伊勢崎線：竹ノ塚駅へバス10-15分。また谷塚駅も利用可能。
- 首都圏新都市鉄道

つくばエクスプレス線：六町駅へバス5-15分となっている。青井駅も利用可。

### 道路・橋梁
- 東京都道49号足立越谷線
- 東京都道446号長後赤塚線
- 東京都道466号内匠橋花畑線
- 水神橋
- 花畑大橋（5丁目）- 毛長川を挟んで草加市瀬崎の4丁目と7丁目に接続。
- 鷲宮橋
- 伝右大橋
- 伝右橋（8丁目）- 伝右川を挟んで草加市瀬崎の6丁目と7丁目に接続。
- 桑袋大橋（8丁目）
- 大鷲さくら橋（7丁目）
- 帝国橋（6丁目）1949年8月のキティー台風で破壊され撤去。帝国煉瓦が対岸の大曽根にもある同工場との往来の為に鷲宿東公園の南東隅付近に架橋。
- さくら橋（7丁目）- 歩行者専用。外観から通称「ピンク橋」と呼ばれ桑袋小学校と花畑東小学校との統合の際、桑袋地区の児童の通学路を兼ねた人道橋として架橋。大鷲さくら橋の整備に伴い廃止。
- 蛇橋（８丁目）桑袋大橋開通に伴い1991年3月撤去。対岸の八潮との水争いの伝説があった。

### 河川
- 綾瀬川（かつては舟運が盛んで内匠橋付近は交通の要所で榎戸河岸場があった）
- 毛長川（毛長堀ともいう）
- 伝右川

## 主な施設
- 文教大学新キャンパス（2021年開校予定）
- 足立区立桜花小学校（旧・足立区立花畑東小学校。足立区立桑袋小学校と統合により学校名を変更）
- 足立区立花畑西小学校
- 足立区立花畑第一小学校
- 足立区立花畑中学校
- 足立区立花畑北中学校
- 東京都立足立特別支援学校
- 花畑区民事務所
- 友愛病院
- 桜花亭（桜の名所）
- 足立自動車検査登録事務所
- マイ・エス・スイミング花畑
- 鞄工房土屋（西新井へ転出）
- 桑袋ビオトープ公園（児童数減少の為廃校となった桑袋小学校の跡地）

## 寺社
- 林松寺
- 実性寺 - クリーニング業の祖とされる遠山由造の墓がある[16]。
- 正覚院 - 東京都内で一番古い庚申塔がある。
- 東善寺 - 数が少ない時宗の寺。
- 縁起寺花畑阿弥陀堂 - 総御影石造りの石仏阿弥陀如来像がお堂の中央に安置されている全国的に見ても大変珍しいお堂。
- 浅間神社 - 野良浅間とも言う。富士講による富士塚がある。
- 福寿院
- 諏訪神社
- 花畑大鷲神社（酉の市発祥の社）

## 歴史
1907年から1935年に置かれたレンガ工場を除き、1964年の花畑団地誕生までは、ほぼ純然たる農村地域であったと考えられる。1978年2月に住居表示が実施された。その際、南花畑の一部となる旧・内匠本町（開拓者・芦川内匠に由来する）の住民による反対運動があった。
1858年（安政5年）、幕府奥医師に登用された青木春岱は当地出身とする説がある（国立公文書館内閣文庫・多聞櫓文書）。

### 年表
- 1889年5月1日 - 東京府南足立郡花又村など8村が合併し、花畑村が成立。それまでの旧村名は花畑村の大字名となる。
- 1932年10月1日 - 南足立郡が東京市に編入されて東京市足立区となる。おおむね大字単位で町名が定められることになり、花畑村大字花又は足立区花畑町となる。
- 1976年10月1日 - 花畑町の一部に住居表示が実施され、辰沼二丁目に編入される。
- 1978年2月1日 - 花畑町の大半と内匠本町の全域、保木間町、六町の一部に住居表示が実施され、花畑一-八丁目・南花畑一-五丁目が設置される。また同日、花畑町の一部に住居表示が実施され、保木間三-五丁目、六町四丁目に編入される。
- 1978年4月1日 - 花畑町の残存地域に住居表示が実施され、神明一丁目、神明南一・二丁目、北加平町に編入される。

## 著名な出身者
- 山田まりや

## その他

### 日本郵便
- 郵便番号 : 121-0061[3]（集配局 : 足立北郵便局[17]）。

## 関連文献
- 「花又村」『新編武蔵風土記稿』 巻ノ137足立郡ノ3、内務省地理局、1884年6月。NDLJP:763997/62。